# Bądkowo-Podlasie
Bądkowo-Podlasie – wieś w Polsce położona w województwie mazowieckim, w powiecie płockim, w gminie Brudzeń Duży.
Wieś wchodzi w skład sołectwa Bądkowo-Rochny.
| SIMC    | Nazwa     | Rodzaj    |
| ------- | --------- | --------- |
| 1059283 | Józefów   | część wsi |
| 1059797 | Wyskwitno | część wsi |

W latach 1975–1998 miejscowość administracyjnie należała do województwa płockiego.
Miejscowość położona jest na Mazowszu. Wzdłuż Skrwy – rzeki, do której przylega wieś, biegnie granica między historycznymi ziemiami: Mazowszem a ziemią dobrzyńską.
Część wsi znajduje się na terenie Brudzeńskiego Parku Krajobrazowego. Droga, wzdłuż której rozciągnięta jest miejscowość, stanowi jednocześnie granicę otuliny tego parku.

## Zabytki
- murowany budynek dawnej szkoły podstawowej z 1906 roku